# Protaetia angustata
Protaetia angustata es una especie de escarabajo del género Protaetia, familia Scarabaeidae. Fue descrita científicamente por Germar en 1817.
Especie nativa de la región paleártica. Habita en la región mediterránea, en Turquía.

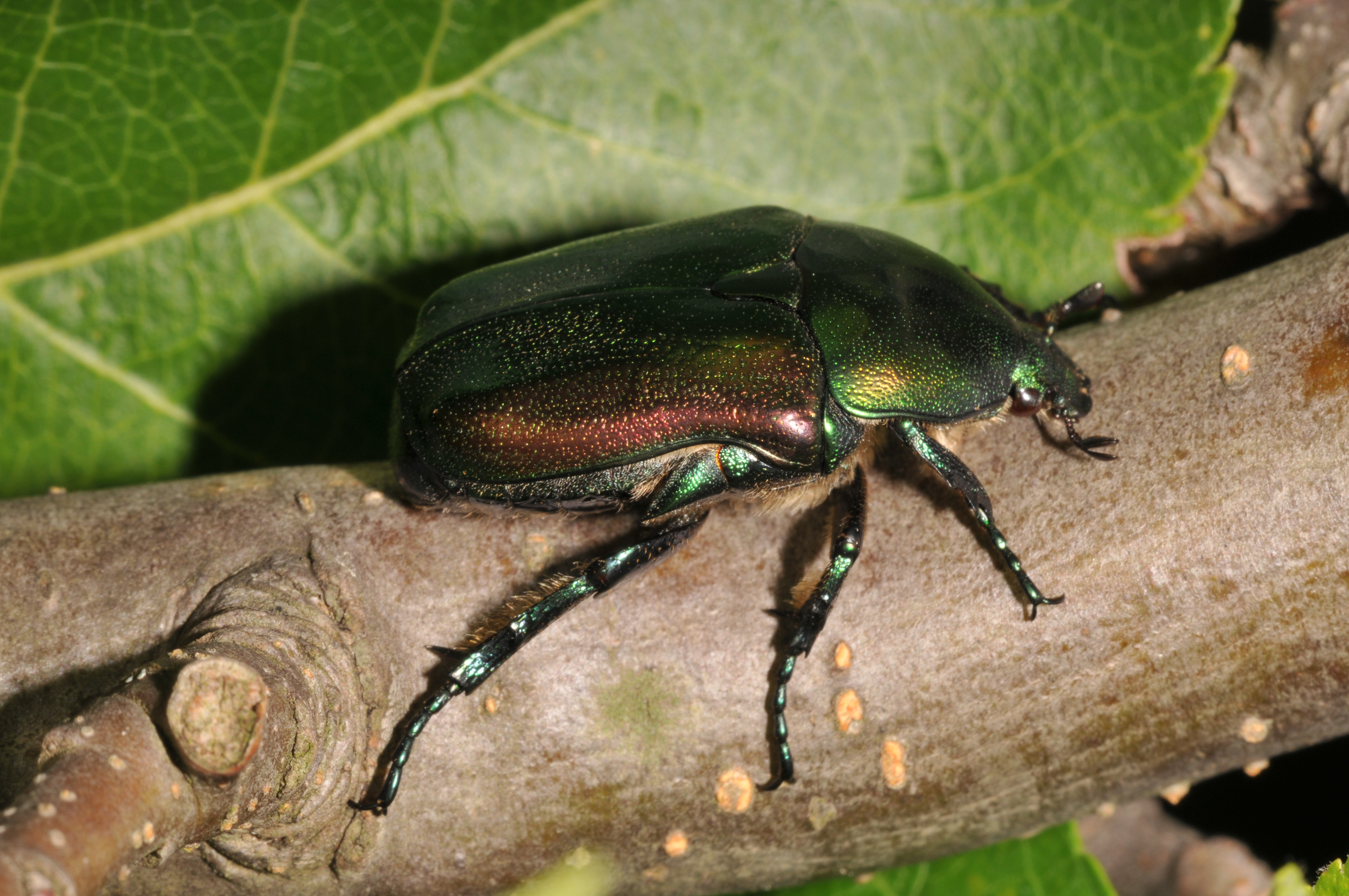
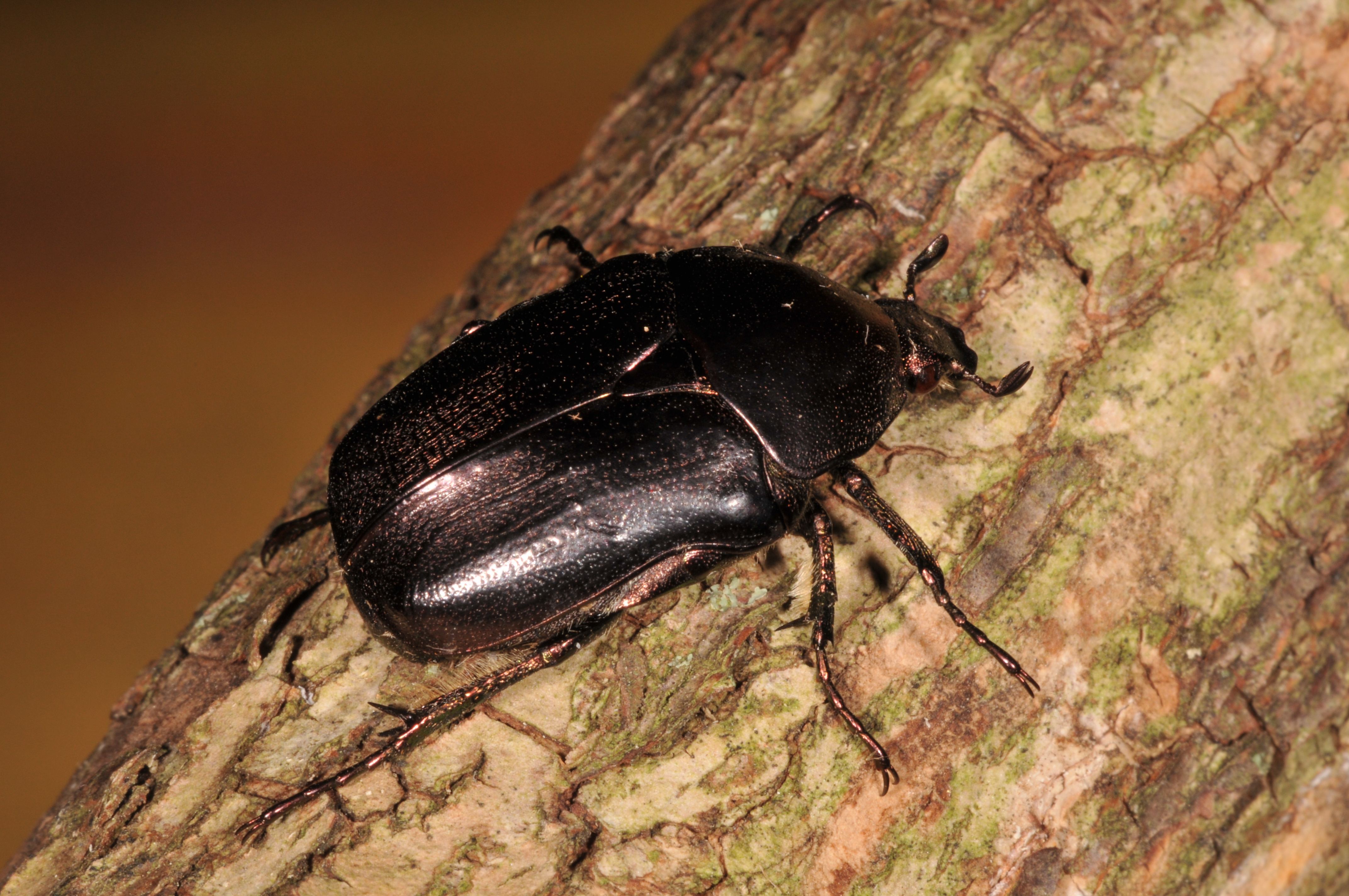
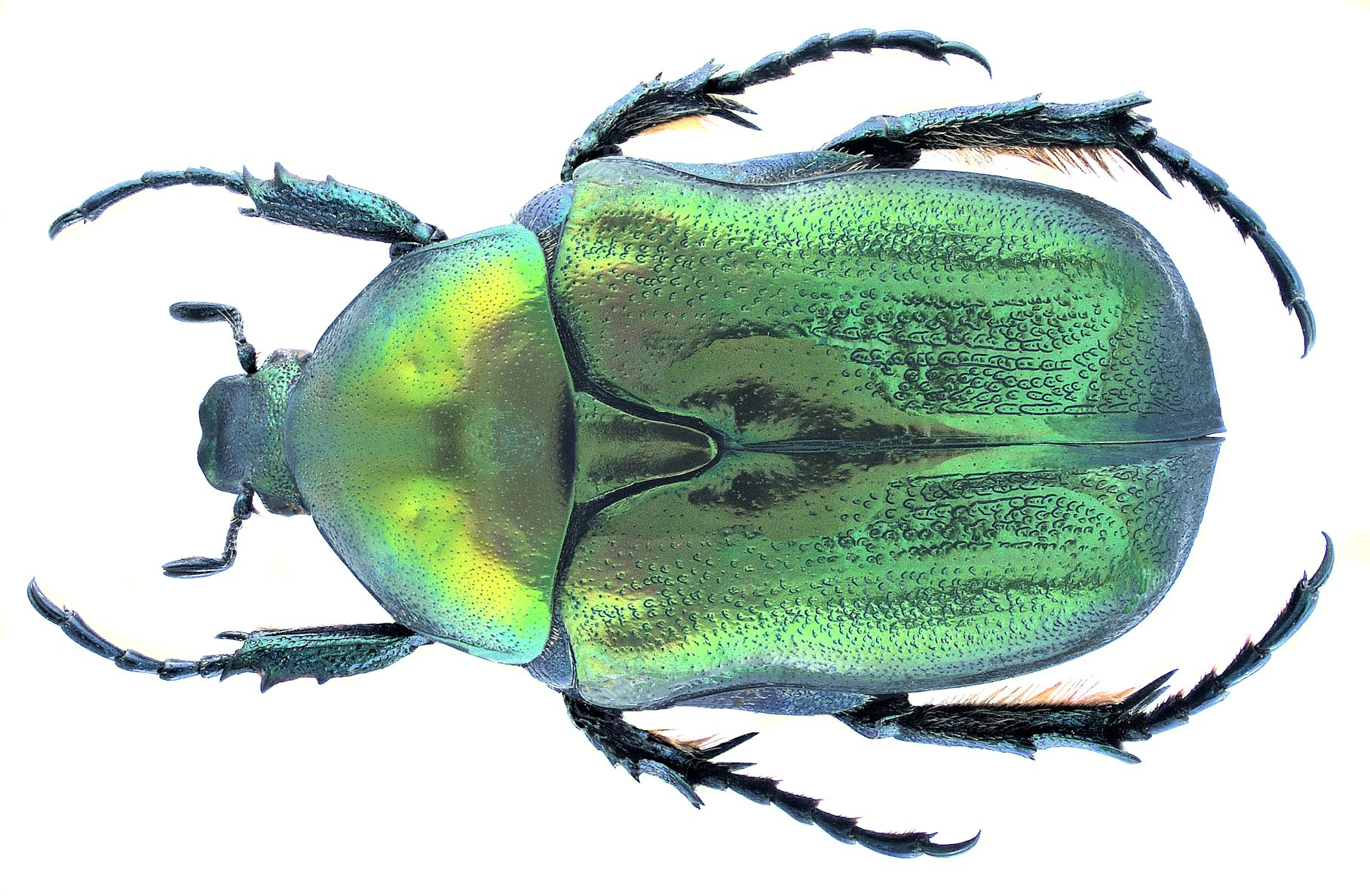
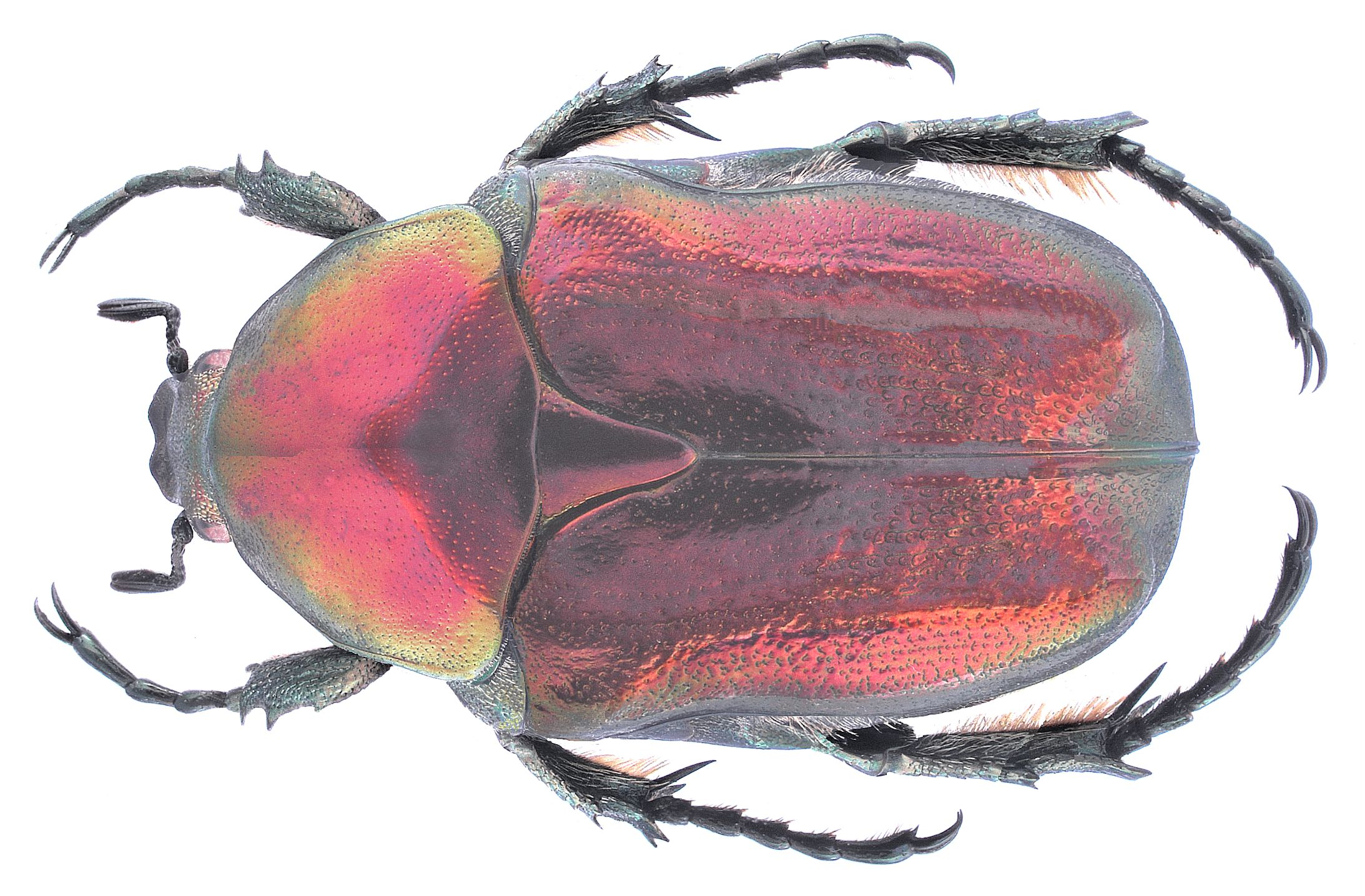